# Цар-Самуїл
Цар-Самуї́л (болг. Цар Самуил) — село в Силістринській області Болгарії. Входить до складу общини Тутракан.

## Населення
За даними перепису населення 2011 року у селі проживали 1398 осіб.
Національний склад населення села:
| Національність   | Кількість осіб | Відсоток |
| ---------------- | -------------- | -------- |
| турки            | 606            | 72,5%    |
| болгари          | 220            | 26,3%    |
| цигани           | 8              | 1,0%     |
| Всього відповіли | 836            |          |

Розподіл населення за віком у 2011 році:
Динаміка населення: